# Adam-Ries-Denkmal (Annaberg-Buchholz)

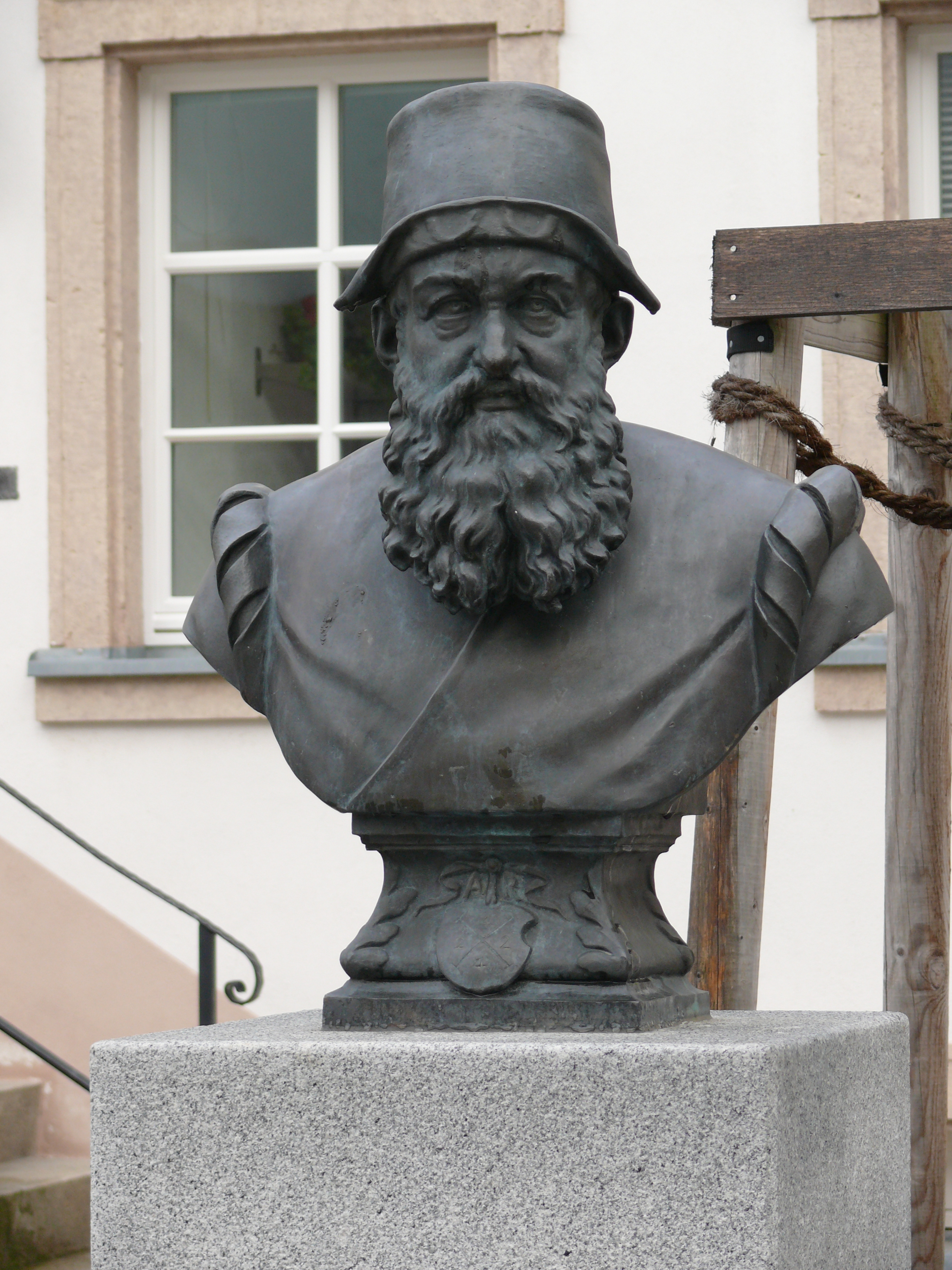
Adam-Ries-Denkmal in Annaberg-Buchholz (2014)

Das Adam-Ries-Denkmal in Annaberg-Buchholz im sächsischen Erzgebirge erinnert an den frühneuzeitlichen deutschen Rechenmeister Adam Ries (1492/93–1559), der viele Jahre in Annaberg wirkte.

## Standort

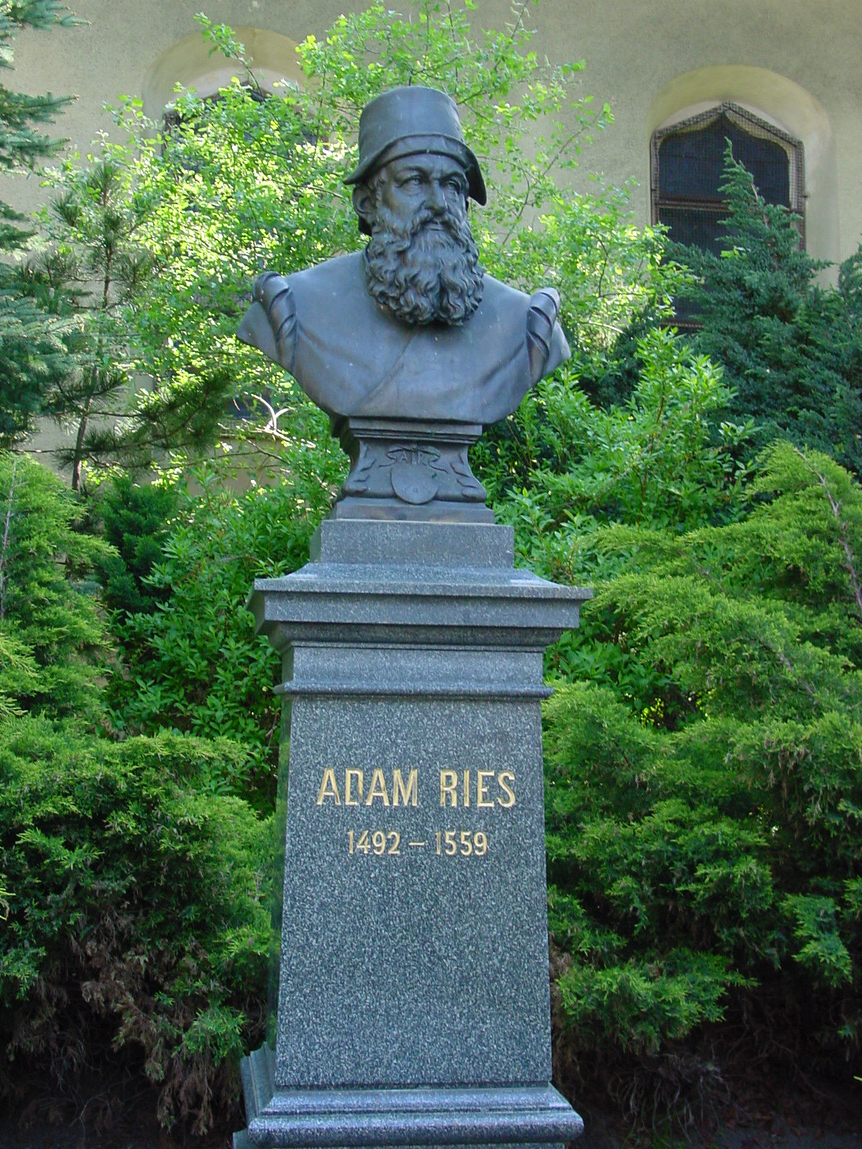
Adam-Ries-Denkmal am alten Standort in Annaberg-Buchholz (2001)

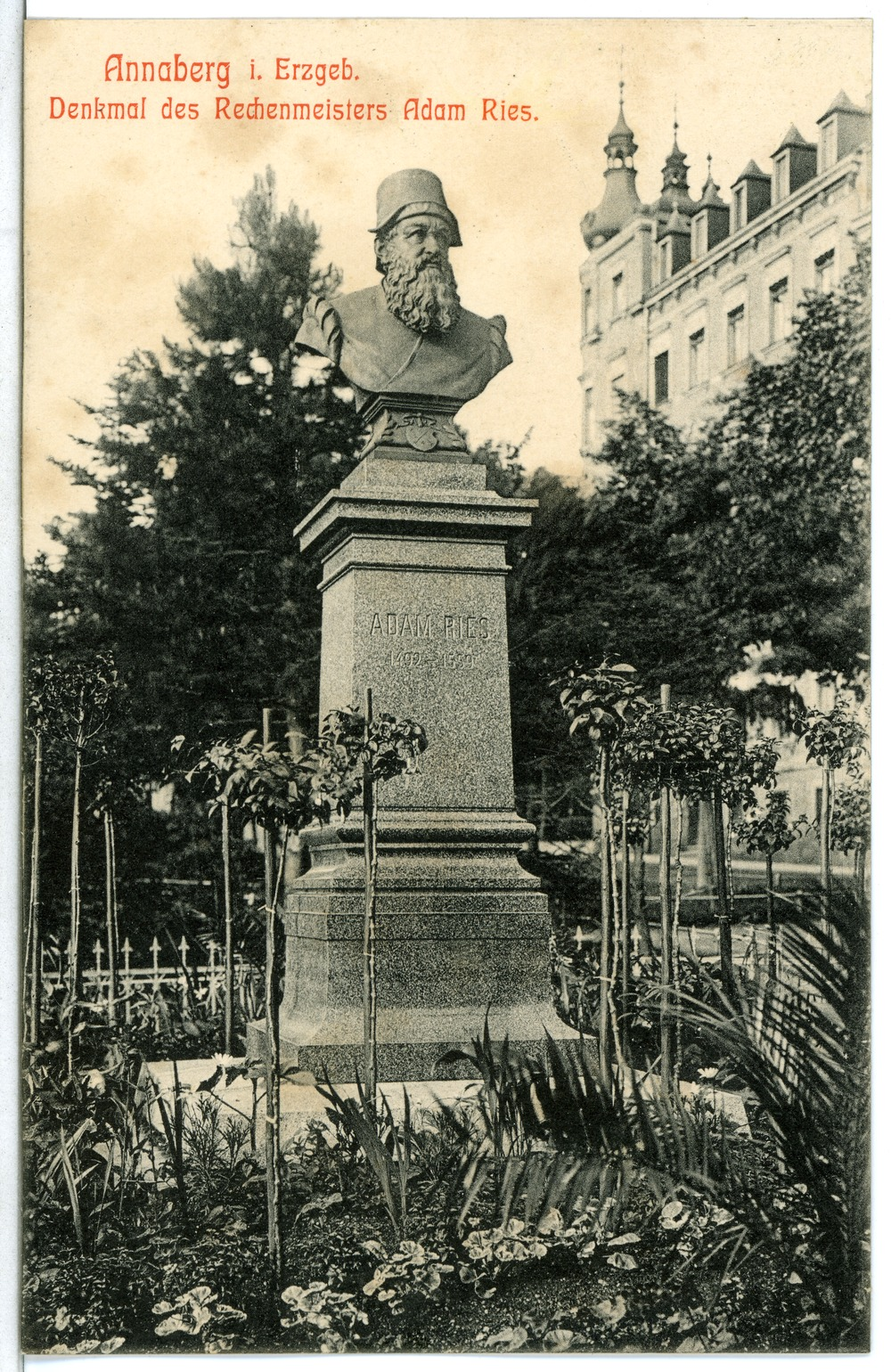
Ursprüngliches Aussehen des Denkmals (1911)

Das Denkmal hat seinen heutigen Standort unweit des Eingangs zum Adam-Ries-Haus, in dem sich das Adam-Ries-Museum in der Johannisgasse 23 in Annaberg-Buchholz befindet.

## Geschichte
Das Denkmal entstand im Zuge der Feierlichkeiten um den 400. Geburtstag von Adam Ries auf Anregung des 1885 begründeten Vereins für Geschichte von Annaberg und Umgegend. Als Ausführender konnte erneut der Bildhauer Robert Henze (1827–1906) aus Dresden gewonnen werden, der einige Jahre zuvor bereits das Barbara-Uthmann-Denkmal in Annaberg geschaffen hatte. Aufgrund finanzieller Schwierigkeiten verzögerte sich die Aufstellung des Denkmals bis zum 5. November 1893. Die Enthüllung fand im Rahmen einer schlichten Feier statt. Als Standort wurde die Berglehne unterhalb der katholischen Kirche gewählt.
Das ursprüngliche Denkmal wurde zeitgenössisch wie folgt beschrieben: „Auf drei Granitstufen erhebt sich das hohe Postament aus Serpentinsandstein mit der Inschrift ‚Adam Ries. 1492—1558‘, und auf diesem steht die lebensgroße Bronzebüste des deutschen Rechenmeisters […]. Dem Bildhauer hat zu der Arbeit wohl das sauber geschnittene Brustbild gedient, welches als Tittelblatt die Quartausgabe des großen, 1550 in Leipzig erschienenen Rechenbuches von Adam Ries schmückt; denn Büste wie Bild zeigen Ries als stattlichen, vollbärtigen Mann mit energischen Zügen und klugen scharfen Auqen in Bergmannskleid und -kappe. Das auf dem Holzschnitte über der linken Schulter Ries' angebrachte Schild hat der Künstler gleichsam als Wappen auf dem unteren Teile der Büste angebracht; im Innenraume desselben befindet sich das Zeichen 2/4/2/4, darüber die Buchstaben A. R.“
Im Zweiten Weltkrieg fiel die Büste von Ries 1943 der Metallspende des deutschen Volkes zum Opfer. 1953 wurde sie durch eine Kopie aus Sandstein ersetzt, die Ende der 1970er Jahre aus Erhaltungsgründen entfernt wurde. 1991 wurde eine neue Sandsteinbüste am alten Standort vor der St.-Trinitatiskirche aufgestellt, die bereits im darauffolgenden Jahr stark beschädigt wurde. Mit Unterstützung des Adam-Ries-Bundes konnte 100 Jahre nach der ersten Aufstellung am 5. November 1993 eine erneute Kopie enthüllt werden. 2010 zog das Denkmal vor das Adam-Ries-Haus um, allerdings auf einem niedrigeren Sockel. Erst am 16. Mai 2018 konnte das Denkmal in alter Schönheit auf dem ursprünglichen Sockel wiederaufgestellt werden.